# Дитц, Якоб Егорович
Якоб Егорович Дитц (1864, колония Кратцке, Саратовская губерния — 25 августа 1917, Саратов) — адвокат, депутат Государственной думы Российской империи I созыва, автор трудов по истории немцев Поволжья.

## Семья, образование, работа
Якоб (Яков) Егорович Дитц родился в 1864 году в немецкой колонии Кратцке Сосновской волости Камышинского уезда Саратовской губернии (ныне — посёлок Подчинный Жирновского района Волгоградской области) в семье поволжских колонистов евангелическо-лютеранского вероисповедания. Его предки прибыли в Россию в июне 1765 года из курфюрства Эрбах после издания манифестов Екатерины II, приглашавших иностранцев селиться в России.
Воспитывался в строго религиозной семье. В 1884 году окончил Саратовскую мужскую гимназию, но за неимением средств дальнейшее образование продолжать не мог. Позже сумел получить высшее юридическое образование. По университетским лекциям изучив юриспруденцию, он выдержал экзамен по праву предположительно в Казанском университете.
Состоящий на учёте у властей как политически неблагонадёжный, Я. Е. Дитц не смог получить место службы в Саратовской губернии. В 1889 году он был вынужден выехать в своё маленькое сельскохозяйственное имение в Области войска Донского близ станции Арчеда Юго-Восточной железной дороги. Около 15 лет Я. Е. Дитц прожил в имении, где занимался сельским хозяйством и частной адвокатской практикой, создав контору «Частный поверенный Я. Е. Дитц». В среде донских казаков и поселившихся на этих землях поволжских колонистов он приобрёл репутацию знающего и честного адвоката.
Революция 1905—1907 годов в России позволила Я. Е. Дитцу возвратиться с семьёй в родные места, на Волгу. Он поселился в Камышине и стал частным поверенным Камышинского уездного съезда и Саратовского окружного суда, помощником юрисконсульта управления Рязано-Уральской железной дороги.
В конце 1905 года в Камышине начал издавать «Приволжскую газету», закрытую в том же году, с января 1906 года — редактор газеты «Поволжский край».

## Депутат Государственной думы
Я. Е. Дитц был обеспокоен судьбой крестьянства, его безземельем. Смелое, открытое выражение своих политических взглядов и успешная адвокатская деятельность позволили ему быть избранным депутатом Государственной думы I созыва от Саратовской губернии в числе одиннадцати других. В Думе он по своим политическим взглядам вошёл в Трудовую группу.
Работал в целом ряде комиссий: юридической, о гражданском равенстве, «33-х» — созданной для выработки закона о равноправии, распорядительной. Участвовал в разработке законопроекта об амнистии, о мировых судьях, о неприкосновенности личности.
Я. Е. Дитц был избран секретарём XI отдела Государственной думы, стал активным участником парламентской фракции союза автономистов. Сотрудничал в ежедневной народной газете «Известия крестьянских депутатов».

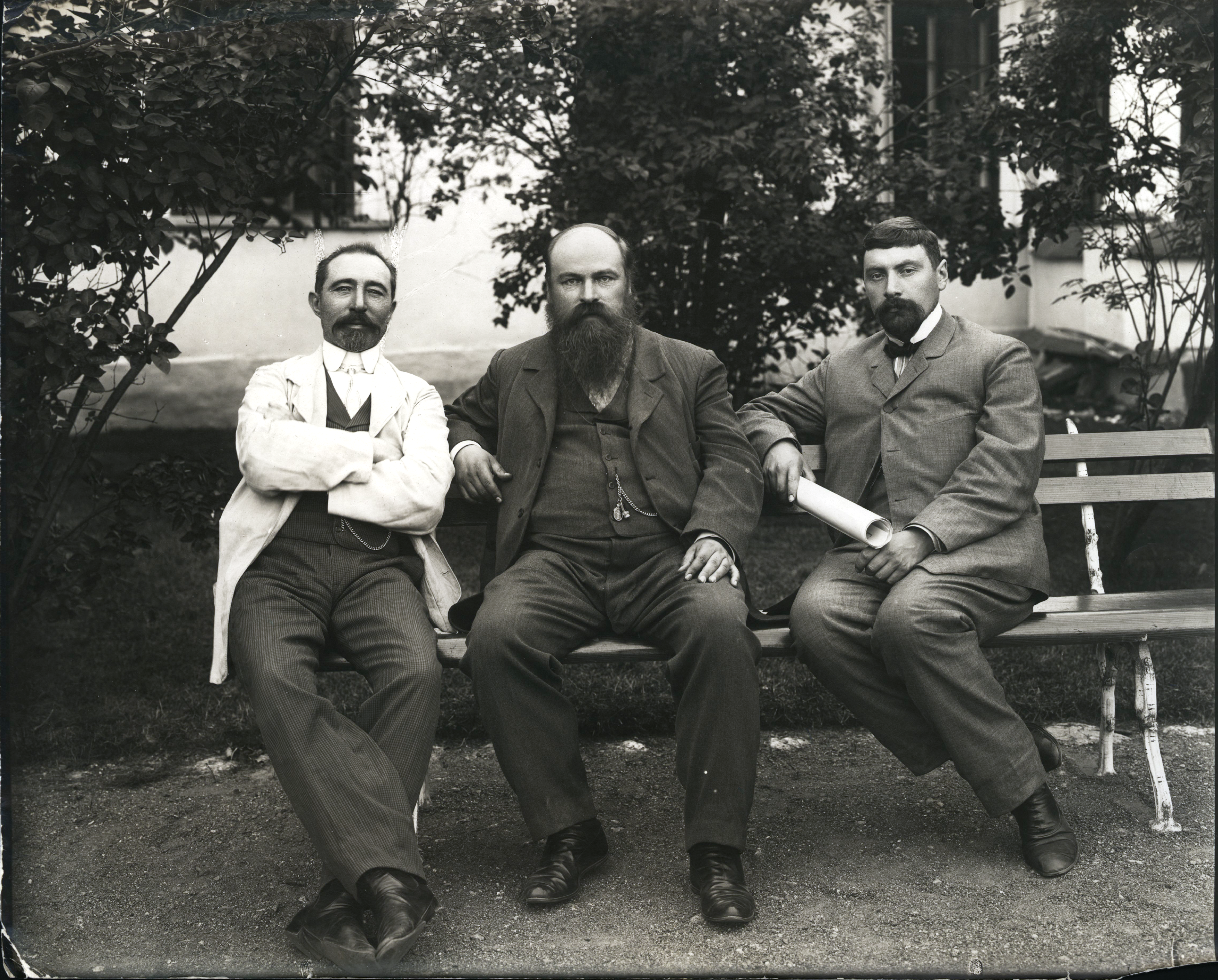
Во время работы 1-й Государственной Думы с депутатами В. Е. Строгановым (в центре) и А. С. Ломшаковым (справа).

15 (28) июня 1906 года Я. Е. Дитц был включён в состав думской следственной комиссии для расследования злоупотреблений по выборам членов Думы в Волынской губернии. Члены комиссии прибыли в Житомир 24 июня и уже на следующий день принимали не только отдельных граждан, но и целые депутации. Граждане шли с самыми разнообразными проблемами: учителя жаловались на гнёт со стороны начальства, крестьяне ставили вопрос о земле, мать просила за томящегося в тюрьме сына, отставные солдаты — о пенсии… На вокзале 29 июня собралась многотысячная толпа. Возник стихийный митинг. Якоб Дитц в своём выступлении подвёл итоги работы комиссии в Волыни. Он осудил политику самодержавия в разорении и разграблении страны, в обнищании крестьянства, указывая, что на народные деньги хозяева строят высокие и роскошные дворцы, из которых не видны нужды простого народа. При этом Дитц был сторонником мирного разрешения всех проблем, до тех пор, пока это было возможным.
Вместе с группой депутатов подписал Выборгское воззвание к гражданам России (10 (23) июля 1906 г.) с призывом отказаться от уплаты налогов и службы в армии в знак протеста против роспуска Думы.
После разгона Думы он выехал в Поволжье, где встречался с избирателями, рассказывал о своей работе. 15 (28)августа 1906 года прокурор дал указание арестовать Я. Е. Дитца и заключить его в тюрьму, но раздался набат лютеранской церкви, к нему присоединились колокола других церквей, трёхтысячная толпа окружила дом и не дала арестовать депутата. Депутат вышел на балкон и поблагодарил своих защитников. Он подчеркнул, что люди пришли защищать не депутата, а саму идею народного представительства. Прокурор, боясь вызвать новый взрыв общественного возмущения, отменил арест.
В 1907 году был лишён звания частного поверенного при Камышинском уездном съезде за подписание Выборгского воззвания и отстранён от ведения дел. По предложению саратовского губернатора он был также лишён и должности помощника юрисконсульта управления Рязано-Уральской железной дороги.
Я. Е. Дитц продолжал отстаивать свои права в суде. В ноябре 1907 года Я. Е. Дитц за оскорбление суда он был осуждён на два месяца тюрьмы. Его арест был отложен до окончания Выборгского процесса в Петербургской судебной палате.
Петербургской судебной палатой был приговорён к 3-м месяцам тюремного заключения и лишён избирательных прав за подписание Выборгского воззвания. Это срок поглощал предыдущий и под давлением общественности арест был отменён.
Однако Я. Е. Дитц 13 мая 1909 года подал прошение прокурору Саратовского окружного суда о заключении его в Камышинскую тюрьму с применением одиночного режима. В тюрьме он находился ровно 90 дней — с 24 мая по 21 августа 1909 года.
После освобождения поселился в Камышинском уезде в русском селе Даниловка, близ немецкой колонии Мюллер.

## После 1917 года
После февральской революции Я. Е. Дитц был избран товарищем председателя Камышинского уездного исполнительного комитета.
16 апреля 1917 года исполком принял решение о разделении уезда на четыре судебных участка. Постановлением от 10 мая участки были распределены между судьями. Дитц был назначен временным судьёй по третьему участку с «резиденцией» в селе Даниловка.
26 июня 1917 года Камышинское экстренное уездное земское собрание путём закрытой баллотировки избрало на должность мировых судей по уезду на срок по 1 января 1919 года 8 человек, среди них Я. Е. Дитца и его сына Г. Я. Дитца.
12-15 августа 1917 участник Государственного Совещания в Москве. Умер в августе 1917 года в Саратове в возрасте 53 лет.

## Публицистика и исторические труды
Я. Е. Дитц один из самых авторитетных авторов, писавших об истории, быте и иных вопросах относительно немцев Поволжья. Его публикации — ценнейший источник информации для историков и исследователей. Более 30 лет собирал он материалы по истории немцев Поволжья в архивах, старых публикациях, в живых беседах с немцами-колонистами.
Публиковаться он начал в конце 1880-х годов, в основном в издании «Саратовский дневник». Публикация в этом журнале за 1900 год «Немецкие церковно-приходские школы немецких колоний» была переведена на немецкий язык в журнале «Friedensbote».
В 1905 году, во время забастовки железнодорожного транспорта проехал на лошадях от Камышина до Саратова через немецкие колонии. По итогам поездки опубликовал в собственной «Приволжской газете» ряд фельетонов под названием «Путевые заметки» в которых описывал жалкое состояние когда-то цветущих немецких колоний, обвиняя в этом местную власть.
Главным трудом его жизни была книга «История поволжских немцев-колонистов». Я. Е. Дитц собирался закончить работу над рукописью, чтобы приурочить её к 150-летию заселения поволжских земель иностранцами, то есть к 1914 году.
Отдельные части книги (создание первой колонии, Пугачев в колониях и нашествия киргиз-кайсаков) были опубликованы в июле 1914 года в «Саратовском листке». Однако, в августе началась война, и полностью книга так и не вышла в свет. Во время войны Яков Дитц продолжал работать над рукописью вплоть до своей смерти в августе 1917 года.
Он привлёк большое количество документов, ранее никем не использовавшихся, а часть из них до наших дней не сохранилась. Были использованы все доступные ему воспоминания старых колонистов — в различные периоды их проживания в России. Кроме того, Якоб Дитц включил собранные им лично воспоминания бывших сотрудников Саратовской Конторы опекунства иностранных поселенцев.
В 1926 году жена и дочь Я. Е. Дитца передали право на публикацию труда Народному Комиссариату просвещения АССР немцев Поволжья. По неясным причинам рукопись не была опубликована, а сдана в музей. В этом же году Наркомпрос передал документальные материалы Я. Е. Дитца в Центральный музей АССР НП. После его закрытия в 1941 году документы были переданы в Государственный архив в городе Энгельсе, где они и хранятся по настоящий день.
В 1997 году в рамках совместного проекта Геттингенского исследовательского центра (Германия) и филиала Государственного архива Саратовской области в городе Энгельсе рукопись «История поволжских немцев-колонистов» была издана под научной редакцией И. Р. Плеве.
В 2010 году в Саратове была издана книга воспоминаний Я. Е. Дитца «Записки Я. Е. Дитца (май — август 1909 г.)».

## Публикации
- Село Ровное, его нравы и общественное управление // Саратовский дневник/ — 1888. — № 10-11.
- Из прошлого немецких колоний Саратовской и Самарской губерний // Саратовский дневник. — 1888. — № 47-48.
- Передел общественной земли у поселян с. Ровного, Новоузенского уезда, Самарской губернии // Саратовский дневник. — 1891. — № 179.
- Необдуманный процесс. (Немецких колонистов с гор. Камышином и казною о 70 000 десятинах земли) // Саратовский листок. — 1898. — № 219.
- Из истории немцев-колонистов // Саратовский дневник. — 1899.
- Немецкие церковно-приходские школы немецких колоний // Саратовский дневник. — 1900.
- Путевые заметки // Камышинский вестник (Kaмышин). — 1906. — № 14, 18 янв.
- Депутат Я. Е. Дитц в роли обвиняемого и его объяснение // Приволжская газета. — 1906. — № 118, 6 июня.
- Волостной суд в оценке губернских представителей // Приволжский край. — 1904. — № 137.
- Первая немецкая колония в Поволжье // Саратовский листок. — 1914. — № 58.
- Пугачев в немецких колониях // Саратовский листок, 1914. — № 137—138.
- Из истории немецких колоний. Нападение и борьба с кочевниками // Саратовский листок. — 1914. — № 139, 140 и т. д.;
- К 150-летнему юбилею немецких колоний 1764—1914 // Саратовский листок. — 1914. — № 140.
- История поволжских немцев-колонистов. — М.: Готика, 1997. — 495 с.
  - — 3-е изд. — М.: Готика, 2000. — 496 с.
- Записки Я. Е. Дитца (май — август 1909 г.) (недоступная ссылка)/ Предисл. И. Комарова и Е. Ериной; подгот. текста, сост. и ком-мент. А. В. Воронежцева; под ред. И. Р. Плеве. — Саратов, 2010. — 194 с.

## Память
Бюст Якоба Дитца установлен в Камышине в 2022 году.